# كردوان السفلي (كبغان)
كردوان السفلی (بالفارسية: کردوان سفلی) هي قرية تقع في إيران في قسم كبغان الريفي. يقدر عدد سكانها بـ 509 نسمة بحسب إحصاء 2016.